# Batempa plana
Batempa plana är en fjärilsart som beskrevs av Sergius G. Kiriakoff 1962. Batempa plana ingår i släktet Batempa och familjen tandspinnare. Inga underarter finns listade i Catalogue of Life.